# Éric Beaudoin
Éric Beaudoin (* 3. Mai 1980 in Ottawa, Ontario) ist ein ehemaliger kanadischer Eishockeyspieler, der im Verlauf seiner aktiven Karriere unter anderem für die Florida Panthers in der National Hockey League aktiv war.

## Karriere
Éric Beaudoin wurde von den Tampa Bay Lightning während des NHL Entry Draft 1998 ausgewählt und begann seine Karriere bei den Guelph Storm aus der Ontario Hockey League. Mit diesen gewann er 1998 den J. Ross Robertson Cup, die Meisterschaftstrophäe der OHL.
Ab 2000 ging er in der American Hockey League für verschiedene Teams aufs Eis, bevor er in der Saison 2001/02 sein Debüt für die Florida Panthers in der National Hockey League gab. Bis 2005 spielte er für die Panthers in der NHL und für deren Farmteams in der AHL, wobei er insgesamt 53 NHL-Partien absolvierte, in denen ihm elf Scorerpunkte gelangen.
Vor der Spielzeit 2005/06 wurde Beaudoin von den Newcastle Vipers aus der britischen Elite Ice Hockey League unter Vertrag genommen. Kurze Zeit später wurde dieser Vertrag jedoch gelöst, da Beaudoin bei verschiedenen Vereinen der SM-liiga zur Probe spielte. Letztlich wechselte er jedoch nach Schweden zum Mora IK, für den er insgesamt drei Spielzeiten absolvierte. 2008 schloss er sich dem schwedischen Vizemeister Linköping HC an und spielte für diesen sowohl in der Elitserien, als auch in der Champions Hockey League. Im Mai 2009 unterschrieb er einen Vertrag bei Rögle BK. Trotz einer soliden Saison des Kanadiers konnte der Abstieg in die HockeyAllsvenskan nicht verhindert werden. Daraufhin entschied sich Beaudoin Schweden zu verlassen, um fortan in der Schweiz für den EHC Biel in der NLA zu spielen. Aufgrund einer Schulterverletzung fiel er für einen Großteil der Spielzeit 2010/11 aus. Trotzdem wurde der Vertrag dank guter Leistungen in der Relegation um ein Jahr verlängert. Nach zwei weiteren Spielzeiten beim Schweizer Erstligisten wurde der Kontrakt des Kanadiers nicht mehr erneuert. In seiner letzten Saison für den EHC Biel konnte er wegen des Lockouts in der NHL eine Vielzahl der Spiele nicht absolvieren, da mit Tyler Seguin und Patrick Kane zwei namhafte Akteure im Kampf um einen der vier Kontingentplätze verpflichtet wurden.
Es folgte der Wechsel nach Deutschland, wo Beaudoin für einige Monate für die Straubing Tigers in der Deutschen Eishockey Liga aktiv war. Kurz darauf folgte aber die Rückkehr zum EHC Biel in die Schweiz, wo er in 24 Hauptrundenspielen zehn Treffer erzielte und weitere acht für seine Teamkollegen vorbereitete. Des Weiteren nahm er mit dem Team, das nach absolvierter Hauptrunde mit lediglich 50 Zählern auf dem vorletzten Tabellenrang stand, an den Play-outs teil und musste danach auch noch in der Liga-Qualifikation gegen den Zweitligisten EHC Visp antreten, wobei man den weiteren Verbleib in der höchsten Schweizer Eishockeyliga sichern konnte. Anschließend war er vereinslos.
Am 17. Dezember 2014 verpflichtete der KHL-Klub KHL Medveščak Zagreb Beaudoin bis zum Saisonende. Aufgrund einer Verletzung kam er nur auf drei Einsätze in der KHL, so dass sein Vertrag im Mai 2015 aufgelöst wurde.
Im Januar 2016 unterzeichnete Beaudoin im Anschluss an eine Probezeit einen Vertrag beim Schweizer NLB-Verein EHC Olten bis zum Ende der Saison 2015/16. Nachdem Cheftrainer Heikki Leime während der Playoff-Halbfinal-Serie im März entlassen worden war, übernahm Beaudoin gemeinsam mit Sportdirektor Jakob Kölliker interimistisch den Trainerposten. Anschließend beendete der Kanadier seine aktive Karriere.

## Erfolge und Auszeichnungen
- 1998 J.-Ross-Robertson-Cup-Gewinn mit den Guelph Storm

## Karrierestatistik
(Legende zur Spielerstatistik: Sp oder GP = absolvierte Spiele; T oder G = erzielte Tore; V oder A = erzielte Assists; Pkt oder Pts = erzielte Scorerpunkte; SM oder PIM = erhaltene Strafminuten; +/− = Plus/Minus-Bilanz; PP = erzielte Überzahltore; SH = erzielte Unterzahltore; GW = erzielte Siegtore; 1 Play-downs/Relegation; Kursiv: Statistik nicht vollständig)